# Kooibos (Friesland)
Kooibos (Fries: De Koaibosk) is een buurtschap in de gemeente Opsterland, in de Nederlandse provincie Friesland.
Het ligt ten noordwesten van Gorredijk, tussen Tijnje en Terwispel, waaronder het ook formeel valt. De buurtschap bestaat uit verspreide bewoning aan de Koaibosk, de doodlopende wegen De Vonken en De Wâlden en het deel van de Alden Dyk, tot aan de T-splitsing met de Mouwewei.
In het gebied van de buurtschap staan drie tankstations: de verzorgingsplaatsen De Wâlden en De Vonken aan de A7/E22 en eentje aan de Koaibosk, vlak bij de Alden Dyk.
De buurtschap kent enige faam doordat het onderdeel is van de trilogie De Rijpen van Bauke Oldehof. Deze trilogie bestaat uit drie toneelstukken over achtereenvolgens de buurtschappen Rolbrug, Hanebuurt en Kooibos. Toneelschrijver Oldehof woonde zelf in Rolbrug toen hij over deze buurtschappen verhaalde.
Dorpen: Bakkeveen · Beetsterzwaag · Drachten-Azeven · Frieschepalen · Gorredijk · Hemrik · Jonkersland · Langezwaag · Lippenhuizen · Luxwoude · Nij Beets · Olterterp · Siegerswoude · Terwispel · Tijnje · Ureterp · Waskemeer (klein deel) · Wijnjewoude

Buurtschappen: Allardsoog (deels) · Haneburen · Hanebuurt · Heidehuizen · Hemrikerverlaat · Klein Groningen · Kooibos · Kortezwaag · Moskou (deels) · Nieuwe Vaart · Oosterend · Oud Beets · Petersburg (deels) · Rolbrug · Selmien · Sparjebird · Uilesprong · Ureterp aan de Vaart · Voorwerk · Vosseburen · Welgelegen (deels) · Wijngaarden · Wijnjeterpverlaat

Friesland: Steden en dorpen      Nederland: Provincies · Gemeenten